# Гагарин, Григорий Иванович
Князь Григо́рий Ива́нович Гага́рин (1782—1837) — русский дипломат и поэт, покровитель искусств, внук С. В. Гагарина, брат С. И. Гагарина, отец художника Г. Г. Гагарина. Тайный советник.

## Биография
Второй сын капитана 2-го ранга князя Ивана Сергеевича Гагарина (1752—1810) от брака с княжной Марией (1753—1804), дочерью князя А. Н. Волконского. Двоюродный брат декабриста М. М. Нарышкина, М. М. Тучковой и В. А. Мусина-Пушкина, а также многочисленных князей Гагариных — Николая Сергеевича, Сергея Сергеевича, Фёдора Фёдоровича, Веры Фёдоровны, Павла Павловича и других.
Родился в Москве, крещён 27 марта 1782 года в Знаменской церкви за Петровскими Воротами при восприемстве князя П. С. Гагарина и сестры княжны Натальи (в замужестве Тончи.

### Дипломатическая карьера
Образование получил в Московском университетском благородном пансионе (1797—1800), который окончил с золотой медалью и одобрительным листом за благонравие и успехи в науках. Учился в пансионе вместе с В. А. Жуковским и А. И. Тургеневым. В молодости Гагарин славился необычайной красотой.
В июне 1797 года князь Г. И. Гагарин поступил на службу юнкером в Коллегию Иностранных дел, а 1 октября 1798 года был назначен переводчиком в Московский архив; 19 октября 1800 года получил орден Святого Иоанна Иерусалимского. Назначенный 13 мая 1802 года состоять при российской миссии в Вене, он через три года переводится в Константинополь.
Во время войны с Францией в 1806—1807 годах состоял при главнокомандующем генерале от кавалерии бароне Л. Л. Беннигсене и в 1807 году награждён орденом Св. Владимира 4-й степени. Во время мирных переговоров с Францией в Тильзите (июнь 1807) состоял при российском уполномоченном князе Я. И. Лобанове-Ростовском; в октябре того же года был назначен секретарём посольства в Париж.
В апреле 1809 года князь Гагарин был пожалован в звание камергера и вскоре переведён в Петербург, в Коллегию иностранных дел, откуда в октябре 1810 года перешёл в Министерство финансов. Произведённый в январе 1811 года в статские советники, 26 октября того же года Гагарин был назначен статс-секретарём Государственного совета по Департаменту законов.
Карьера Г. И. Гагарина, поначалу складывалась успешно. Однако в 1813 году на него обратила «особенное внимание» знаменитая красавица Мария Антоновна Нарышкина, любовница Александра I. Император дал волю оскорблённым чувствам, вскоре после рождения у Нарышкиной сына Эммануила:

…Красавице было приказано отправиться путешествовать, а государственный секретарь получил отставку.
— Головкин Ф. Г. Двор и царствование Павла I. Портреты, воспоминания. — М., 2003.
В январе 1816 года действительный статский советник Г. И. Гагарин «для поправления здоровья», оставив любовницу, отправился с семьёй за границу, где жил в Италии, Франции, Швейцарии и Германии.
Вернуться на службу Гагарину удалось через 10 лет. В апреле 1822 года он был назначен советником посольства в Рим, где по смерти А. Я. Италинского, в июле 1827 года занял пост чрезвычайного посланника и полномочного министра, который оставил лишь в апреле 1832 года, будучи переведён на тот же пост при баварском дворе, который занимал до конца жизни. 

Князь Григорий Иванович Гагарин скончался 12 февраля 1837 года. Ф. И. Тютчев писал о последних днях его жизни в январе 1837 года:
«За последние три месяца его здоровье заметно ухудшилось. С самого начала зимы он не выходит из своей комнаты, а сейчас едва встает с постели. Он угасает с каждым днём… Его жена, которая вернулась на днях из Парижа, ужаснулась, увидев, в каком он состоянии. Бедняга! Мне искренно жаль его. Он умирает сломленный, изверившийся во всём, весь в долгах. Как дорого приходится расплачиваться за несколько приятных мгновений жизни».

## Общество литераторов и художников
Товарищ Жуковского и А. И. Тургенева по Московскому университетскому пансиону, князь Гагарин был большим любителем литературы и в молодости сам выступал как писатель и прозой и стихами; так, в конце 1790-х гг. он участвовал в «Приятном и полезном препровождении времени» и «Утренней Заре» перевёл вместе с П. Лихачёвым книжку Блера «О начале и постепенном приращении языка и изобретений письма», а в 1811 году напечатал в Санкт-Петербурге свои «Эротические стихотворения».
Он находился в приятельских и дружеских отношениях со многими выдающимися писателями своего времени, состоял почётным членом «Арзамаса» и, находясь долгое время за границей, не порывал, однако, сношений с прежними друзьями; между прочим, А. И. Тургенев восхищался его письмами и находил, что они «умны и от сердца».
…Я восхищаюсь его письмами, в которых вижу благотворное влияние климата на здоровье и на самый характер; великих воспоминаний на воображение; умственных занятий, чуждых всего мелочного, на ум; произведений искусств , на вкус его и даже на самый слог .
Кроме того, Гагарин был большим любителем искусств, театра и в особенности живописи, и к миру художников относился всегда в высшей степени благожелательно. Так, в Париже он особенно старался поддержать Уткина Н. И., в Риме был в самых близких отношениях с колонией русских молодых художников, которых Академия Художеств посылала в Италию для усовершенствования.
До Г. И. Гагарина должность советника русского посольства в Риме занимал А. Я. Италинский, относившийся к русским художникам недоброжелательно и даже несколько злобно. Г. И. Гагарин поддерживал молодых русских художников, в своём доме он устраивал дружеские вечера, посылал в Россию письма с просьбой увеличить художникам содержание. Искренняя дружба связывала Г. И. Гагарина с Кипренским и Карлом Брюлловым. Гагарин, рано распознал огромное дарование в молодом тогда ещё Брюллове. Брюллов был так привязан к Г. И. Гагарину, что во время своей тяжёлой болезни, постигшей его в 1835 году, решил составить завещание, по которому оставлял ему все свои произведения. 
С 1827 года Г. И. Гагарин состоял почётным членом Академии художеств.

## Семья

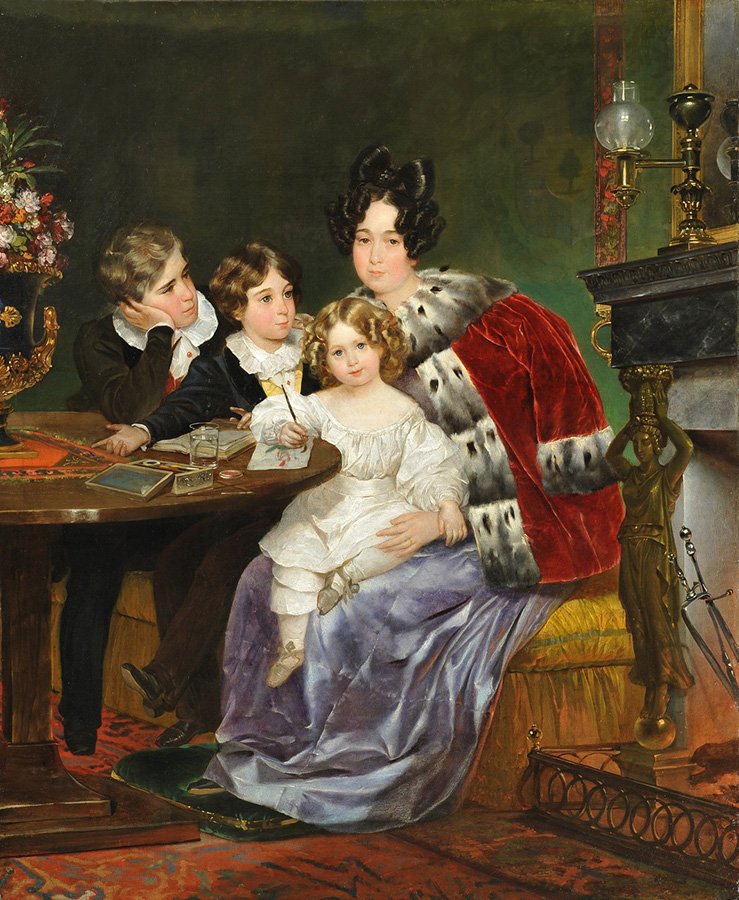
Е. П. Гагарина с сыновьями Евгением, Львом и Феофилом.
Художник К. П. Брюллов (1824)

С 1809 года был женат на Екатерине Петровне Соймоновой (1790—1873), дочери сенатора, действительного тайного советника Петра Александровича Соймонова, сестре знаменитой С. П. Свечиной. В период увлечения красавицей М. А. Нарышкиной (в 1813—1816 годах) супруги жили отдельно.
В браке имели 5 сыновей, утверждённых в 1852 году в правах княжеского Российской империи достоинства:
- Григорий (1810—1883) — обер-гофмейстер, генерал-майор (потом тайный советник), вице-президент Академии художеств, русский художник.
- Евгений (1811—1886) — камер-юнкер, действительный статский советник
- Лев Григорьевич (1818—1872)
- Феофил Григорьевич (1820—1853), один из видных собирателей древних русских и восточных монет, автор ряда публикаций по вопросам нумизматики.
- Александр Григорьевич (1827—1895), женат на княжне Екатерине Владимировне Львовой (1837—1911), дочери князя Владимира Владимировича Львова и Софьи Алексеевны Перовской.